# オールウェザー・ガール
オールウェザー・ガールはPINK SAPPHIREの5枚目のシングル。

## 内容
作曲は当時、ビーイングに在籍し、前田亘輝（TUBE）、KEY WEST CLUBなどを手掛けた多々納好夫によるもの。横浜ゴム「ガーデックス」コマーシャルソング。

## 収録曲
1. オールウェザー・ガール
作詞：田口俊　作曲：多々納好夫　編曲：土方隆行
2. SMILE
作詞：塚田彩湖　作曲：塚田彩湖・石田美紀　編曲：土方隆行・PINK SAPPHIRE